# Kovářka
Kovářka je kovářské muzeum a rozhledna na okraji vesnice Moraveč v Jihočeském kraji. Od roku 1945 se jedná o teprve třetí nově postavenou kamennou rozhlednu v Česku. Je to zatím jediná rozhledna a muzeum v jednom i s průvodcem. A dále je to jedna z velmi mála ryze soukromých a přitom veřejnosti dostupných rozhleden.[zdroj?]

## Historie rozhledny
Rozhlednu vybudoval moravečský kovář Ladislav Dobeš v roce 2011. Po téměř devíti letech plánování, projektování, vyřizování stavebního povolení a také schvalování dotace z Evropského fondu pro regionální rozvoj došlo v květnu 2011 k prvním výkopovým pracím a koncem července téhož roku byla rozhledna prakticky hotová. Samotná hrubá stavba trvala 36 dnů.

## Technické parametry
Rozhledna je 13 metrů vysoká. Vnitřní částí rozhledny vede na vyhlídkovou plošinu ocelové schodiště s padesáti schody. Vrchol rozhledny tvoří dřevěná, zastřešená a okny opatřená nadstavba. Z rozhledny lze pozorovat severozápadně Miličín a vysílač Mezivrata, východně Blaník a jižně Mladou Vožici.

## Kovářské muzeum
Rozhledna a její malé nádvoří slouží jako kovářské muzeum, kde jsou vystaveny nástroje, zařízení a vybavení kováren, ale i tovaryšské a výuční kovářské listy nebo dobové fotografie současných i zaniklých místních kováren.